# 長ぐつアイスホッケー
長ぐつアイスホッケー（ながぐつアイスホッケー）は、長靴を履いてアイスホッケーを行うスポーツ。1978年（昭和53年）に元アイスホッケー日本代表選手で当時の釧路村（現在の釧路町）の教育委員会職員であった森嶋勝司により、冬の運動不足解消のため誰でも簡単に楽しめるニュースポーツとして考案された。毎年1月に『釧路町民長ぐつアイスホッケー大会』、2月に『全国長ぐつアイスホッケー選手権大会』（北海道長ぐつアイスホッケー選手権大会併催）を開催している。公式マスコットは「ガッホくん」。

## ルール
通常のアイスホッケーと大きく異なる点として、1.スケート靴でなく長靴を履くこと、2.パックでなく柔らかめのボールを使用する、3.プレイする選手はGK含め8名（キャプテン1名、フォワード3名、ディフェンス3名、ゴールキーパー1名）で編成する（補欠7名以内）、などがある。
- 競技場（リンク）：長さ56 m〜61 m、幅26 m〜30 m、フェンス高さ1.15 m〜1.22 m[3]
- ゴールポスト：高さ1.22 m、幅1.83 m、奥行き0.6 m〜1 m[3]
- 用具
  - 長ぐつアイスホッケー専用スティック[3]
  - 長ぐつ（金具などが付いているものは禁止）[3]
  - 防具（ヘルメット、エルボー、ニーパッド、手袋。加えてゴールキーパーはワイヤーマスク、レガース、グローブ着用）[3]
- ボール：ノーパンクボール[3]
- 試合時間：10分間（ロスタイム含む）、5分経過時にサイドチェンジ[3]
- レフェリー：2名または3名[3]
- 監督・コーチ：各1名ずつプレイヤーズベンチ入場可[3]
- 交代：負傷以外不可[1]

## 沿革
- 1979年（昭和54年）：『第1回町民長ぐつアイスホッケー大会』開催。
- 1986年（昭和61年）：『第1回北海道長ぐつアイスホッケー選手権大会』開催。
- 1986年（昭和61年）：『秋田県ながぐつホッケー連盟』発足
- 1993年（平成05年）：「釧路町長ぐつアイスホッケー普及啓発事業推進委員会」発足。
- 2004年（平成16年）：『関東長靴ホッケーリーグ』（KNHL）初開催[4]。
- 2005年（平成17年）：『第1回全日本長ぐつアイスホッケー選手権大会』開催（『第20回北海道選手権大会』併催）。

## 大会結果
| 回（年）         | 1位                                    | 2位                             | 3位                                        |
| ---------------- | -------------------------------------- | ------------------------------- | ------------------------------------------ |
| 第1回（2005年）  | ジャンカシーズ（釧路市）               | 秋田なまはげ倶楽部（秋田県）    | 双進スラップショット・サンライズ（釧路町） |
| 第2回（2006年）  | 双進スラップショット（釧路町）         | ジャンカシーズ（釧路市）        | クラップチョット（釧路町）                 |
| 第3回（2007年）  | ジャンカシーズ（釧路市）               | ヘアハウス・きたがみ（釧路市）  | サンライズ（標茶町）                       |
| 第4回（2008年）  | 双進スラップショット（釧路町）         | モーターグレーダーズ（釧路市）  | こがねちゃん弁当城山店（釧路町）           |
| 第5回（2009年）  | ジャンカシーズ（釧路市）               | ヘアハウス・きたがみ（釧路市）  | モーターグレーダーズ（釧路市）             |
| 第6回（2010年）  | せちりあおば幼稚園おやじの会（釧路町） | 双進スラップショット（釧路町）  | ジャンカシーズ（釧路市）                   |
| 第7回（2011年）  | ヘアーハウス きたかみ（釧路市）        | サンライズ（標茶町）            | 双進スラップショット（釧路町）             |
| 第8回（2012年）  | 双進スラップショット（釧路町）         | 泊村選抜（泊村）                | TEAM フランダース（中標津町）              |
| 第9回（2013年）  | ヘアーハウス きたかみ（釧路市）        | 双進スラップショット（釧路町）  | 荻の子（釧路町）                           |
| 第10回（2014年） | 枝豆くーにーず（釧路町）               | ヘアーハウス きたかみ（釧路市） | 双進スラップショット（釧路町）             |
| 第11回（2015年） | 双進スラップショット（釧路町）         | 三協ブラックホークス（釧路市）  | WALLABYS（釧路市）                         |
| 第12回（2016年） | ヘアーハウス きたかみ（釧路市）        | 荻の子（釧路町）                | WALLABYS（釧路市）                         |

## 参考資料
- “長ぐつアイスホッケー ルールブック” (PDF).   釧路町長ぐつアイスホッケー普及啓発事業推進委員会. 2017年11月24日閲覧。